# Liste des députés européens d'Italie de la 6e législature
Les députés européens d'Italie de la 6e législature du mandat 2004-2009, élus lors des élections européennes de 2004 en Italie.

## Liste
| Députés                                                                | Liste                              | Groupe parlementaire |
| ---------------------------------------------------------------------- | ---------------------------------- | -------------------- |
| Vittorio Agnoletto                                                     | Parti de la refondation communiste |                      |
| Vincenzo Aita - Du 19.6.2006 (remplace Corrado Gabriele)               | Parti de la refondation communiste |                      |
| Gabriele Albertini                                                     | Forza Italia                       |                      |
| Alfonso Andria - Jusqu'au 284.2008                                     | L'Olivier                          |                      |
| Roberta Angelilli                                                      | Alliance nationale                 |                      |
| Rapisardo Antinucci - Du 17.6.2008 (remplace Nicola Zingaretti)        | L'Olivier                          |                      |
| Alfredo Antoniozzi                                                     | Forza Italia                       |                      |
| Paolo Bartolozzi - Du 23.6.2008 (remplace Antonio Tajani)              | Forza Italia                       |                      |
| Domenico Antonio Basile - Du 17.6.2008 (remplace Adriana Poli Bortone) | Alliance nationale                 |                      |
| Alessandro Battilocchio                                                | Socialisti Uniti                   |                      |
| Sergio Berlato                                                         | Alliance nationale                 |                      |
| Giovanni Berlinguer                                                    | L'Olivier                          |                      |
| Pier Luigi Bersani - Jusqu'au 27.4.2006                                | L'Olivier                          |                      |
| Fausto Bertinotti - Jusqu'au 27.4.2006                                 | Parti de la refondation communiste |                      |
| Emma Bonino - Jusqu'au 27.4.2006                                       | Liste Bonino                       |                      |
| Vito Bonsignore                                                        | Union de centre                    |                      |
| Mario Borghezio                                                        | Ligue du Nord                      |                      |
| Erminio Enzo Boso - Du 23.6.2008 (remplace Gian Paolo Gobbo)           | Ligue du Nord                      |                      |
| Umberto Bossi - Jusqu'au 28.4.2008                                     | Ligue du Nord                      |                      |
| Iles Braghetto - Du 29.7.2005 (remplace Antonio De Poli)               | Union de centre                    |                      |
| Mercedes Bresso - Jusqu'au 24.5.2005                                   | L'Olivier                          |                      |
| Renato Brunetta - Jusqu'au 28.4.2008                                   | Forza Italia                       |                      |
| Maddalena Calia - Du 12.9.2008 (remplace Giuseppe Castiglione)         | Forza Italia                       |                      |
| Marco Cappato - Du 8.5.2006 (remplace Emma Bonino)                     | Liste Bonino                       |                      |
| Giorgio Carollo                                                        | Forza Italia                       |                      |
| Carlo Casini - Du 8.5.2006 (remplace Armando Dionisi)                  | Union de centre                    |                      |
| Giuseppe Castiglione - Jusqu'au '11.9.2008                             | Forza Italia                       |                      |
| Giusto Catania                                                         | Parti de la refondation communiste |                      |
| Lorenzo Cesa - Jusqu'au 27.4.2006                                      | Union de centre                    |                      |
| Giulietto Chiesa                                                       | Lista Di Pietro - Occhetto         |                      |
| Fabio Ciani - Du 16.5.2008 (remplace Luciana Sbarbati)                 | L'Olivier                          |                      |
| Paolo Cirino Pomicino - Jusqu'au 27.4.2006                             | Union des démocrates pour l'Europe |                      |
| Luigi Cocilovo                                                         | L'Olivier                          |                      |
| Paolo Costa                                                            | L'Olivier                          |                      |
| Massimo D'Alema - Jusqu'au 27.4.2006                                   | L'Olivier                          |                      |
| Ottaviano Del Turco - Jusqu'au 1°.5.2005                               | L'Olivier                          |                      |
| Gianni De Michelis                                                     | Socialisti Uniti                   |                      |
| Antonio De Poli - Jusqu'au 15.5.2005                                   | Union de centre                    |                      |
| Armando Dionisi - Jusqu'au 27.4.2006                                   | Union de centre                    |                      |
| Antonio Di Pietro - Jusqu'au 27.4.2006                                 | Lista Di Pietro - Occhetto         |                      |
| Beniamino Donnici - Du 29.3.2007 (remplace Achille Occhetto)           | Lista Di Pietro - Occhetto         |                      |
| Michl Ebner                                                            | Parti populaire sud-tyrolien       |                      |
| Carlo Fatuzzo                                                          | Partit des retraités               |                      |
| Claudio Fava                                                           | L'Olivier                          |                      |
| Francesco Ferrari - Du 5.7.2007 (remplace Marta Vincenzi)              | L'Olivier                          |                      |
| Roberto Fiore - Du 16.5.2008 (remplace Alessandra Mussolini)           | Alternative sociale                |                      |
| Alessandro Foglietta                                                   | Alliance nationale                 |                      |
| Monica Frassoni                                                        | Fédération des Verts               |                      |
| Elisabetta Gardini - Du 30.5.2008 (remplace Renato Brunetta)           | Forza Italia                       |                      |
| Giuseppe Gargani                                                       | Forza Italia                       |                      |
| Jas Gawronski                                                          | Forza Italia                       |                      |
| Monica Giuntini - Du 17.10.2008 (remplace Lilli Gruber)                | L'Olivier                          |                      |
| Donata Gottardi - Du 8.5.2006 (remplace Pier Luigi Bersani)            | L'Olivier                          |                      |
| Lilli Gruber - Jusqu'au 30.9.2008                                      | L'Olivier                          |                      |
| Umberto Guidoni                                                        | Parti des communistes italiens     |                      |
| Sepp Kusstatscher                                                      | Fédération des Verts               |                      |
| Romano Maria La Russa - Jusqu'au 3.11.2008                             | Alliance nationale                 |                      |
| Vincenzo Lavarra - Du 24.5.2005 (remplace Ottaviano Del Turco)         | L'Olivier                          |                      |
| Enrico Letta - Jusqu'au 27.4.2006                                      | L'Olivier                          |                      |
| Pia Locatelli                                                          | L'Olivier                          |                      |
| Eleonora Lo Curto - Du 24.7.2008 (remplace Innocenzo Leontini)         | Forza Italia                       |                      |
| Raffaele Lombardo - Jusqu'au 21.5.2008                                 | Union de centre                    |                      |
| Andrea Losco - Du 8.5.2006 (remplace Massimo D'Alema)                  | L'Olivier                          |                      |
| Mario Mantovani - Jusqu'au 28.4.2008                                   | Forza Italia                       |                      |
| Catiuscia Marini - Du 16.6.2006 (remplace Lapo Pistelli)               | L'Olivier                          |                      |
| Mario Mauro                                                            | Forza Italia                       |                      |
| Luisa Morgantini                                                       | Parti de la refondation communiste |                      |
| Roberto Musacchio                                                      | Parti de la refondation communiste |                      |
| Cristiana Muscardini                                                   | Alliance nationale                 |                      |
| Francesco Musotto - Jusqu'au 22.6.2008                                 | Forza Italia                       |                      |
| Antonio Mussa - Du 4.11.2008 (remplace Romano Maria La Russa)          | Alliance nationale                 |                      |
| Alessandra Mussolini - Jusqu'au 28.4.2008                              | Alternative sociale                |                      |
| Nello Musumeci                                                         | Alliance nationale                 |                      |
| Pasqualina Napoletano                                                  | L'Olivier                          |                      |
| Maria Grazia Pagano - Du 17.6.2008 (remplace Giuseppe Bova)            | L'Olivier                          |                      |
| Marco Pannella                                                         | Liste Bonino                       |                      |
| Antonio Panzeri                                                        | L'Olivier                          |                      |
| Aldo Patriciello - Du 8.5.2006 (remplace Lorenzo Cesa)                 | Union de centre                    |                      |
| Umberto Pirilli                                                        | Alliance nationale                 |                      |
| Lapo Pistelli - Jusqu'au 28.4.2008                                     | L'Olivier                          |                      |
| Gianni Pittella                                                        | L'Olivier                          |                      |
| Guido Podestà                                                          | Forza Italia                       |                      |
| Adriana Poli Bortone - Jusqu'au 28.4.2008                              | Alliance nationale                 |                      |
| Vittorio Prodi                                                         | L'Olivier                          |                      |
| Giovanni Rivera - Du 25.5.2005 (remplace Mercedes Bresso)              | L'Olivier                          |                      |
| Marco Rizzo                                                            | Parti des communistes italiens     |                      |
| Giovanni Robusti - Du 28.4.2008 (remplace Umberto Bossi)               | Ligue du Nord                      |                      |
| Luca Romagnoli                                                         | Fiamme tricolore                   |                      |
| Guido Sacconi                                                          | L'Olivier                          |                      |
| Matteo Salvini - Jusqu'au 31.10.2006                                   | Ligue du Nord                      |                      |
| Michele Santoro - Jusqu'au 13.11.2005                                  | L'Olivier                          |                      |
| Sebastiano Sanzarello - Du 22.5.2008 (remplace Raffaele Lombardo)      | Union de centre                    |                      |
| Amalia Sartori                                                         | Forza Italia                       |                      |
| Luciana Sbarbati - Jusqu'au 28.4.2008                                  | L'Olivier                          |                      |
| Francesco Enrico Speroni                                               | Ligue du Nord                      |                      |
| Gianluca Susta - Du 8.5.2006 (remplace Enrico Letta)                   | L'Olivier                          |                      |
| Antonio Tajani - Jusqu'au '8.5.2008                                    | Forza Italia                       |                      |
| Salvatore Tatarella                                                    | Alliance nationale                 |                      |
| Patrizia Toia                                                          | L'Olivier                          |                      |
| Armando Veneto - Du 8.5.2006 (remplace Paolo Cirino Pomicino)          | Union des démocrates pour l'Europe |                      |
| Riccardo Ventre                                                        | Forza Italia                       |                      |
| Donato Tommaso Veraldi - Du 8.5.2006 (remplace Giovanni Procacci)      | L'Olivier                          |                      |
| Marcello Vernola                                                       | Forza Italia                       |                      |
| Marta Vincenzi - Jusqu'au 30.6.2007                                    | L'Olivier                          |                      |
| Mauro Zani                                                             | L'Olivier                          |                      |
| Iva Zanicchi - Du 16.5.2008 (remplace Mario Mantovani)                 | Forza Italia                       |                      |
| Stefano Zappalà                                                        | Forza Italia                       |                      |
| Nicola Zingaretti - Jusqu'au 16.6.2008                                 | L'Olivier                          |                      |